# 纳吾肉孜节 (阿塞拜疆)

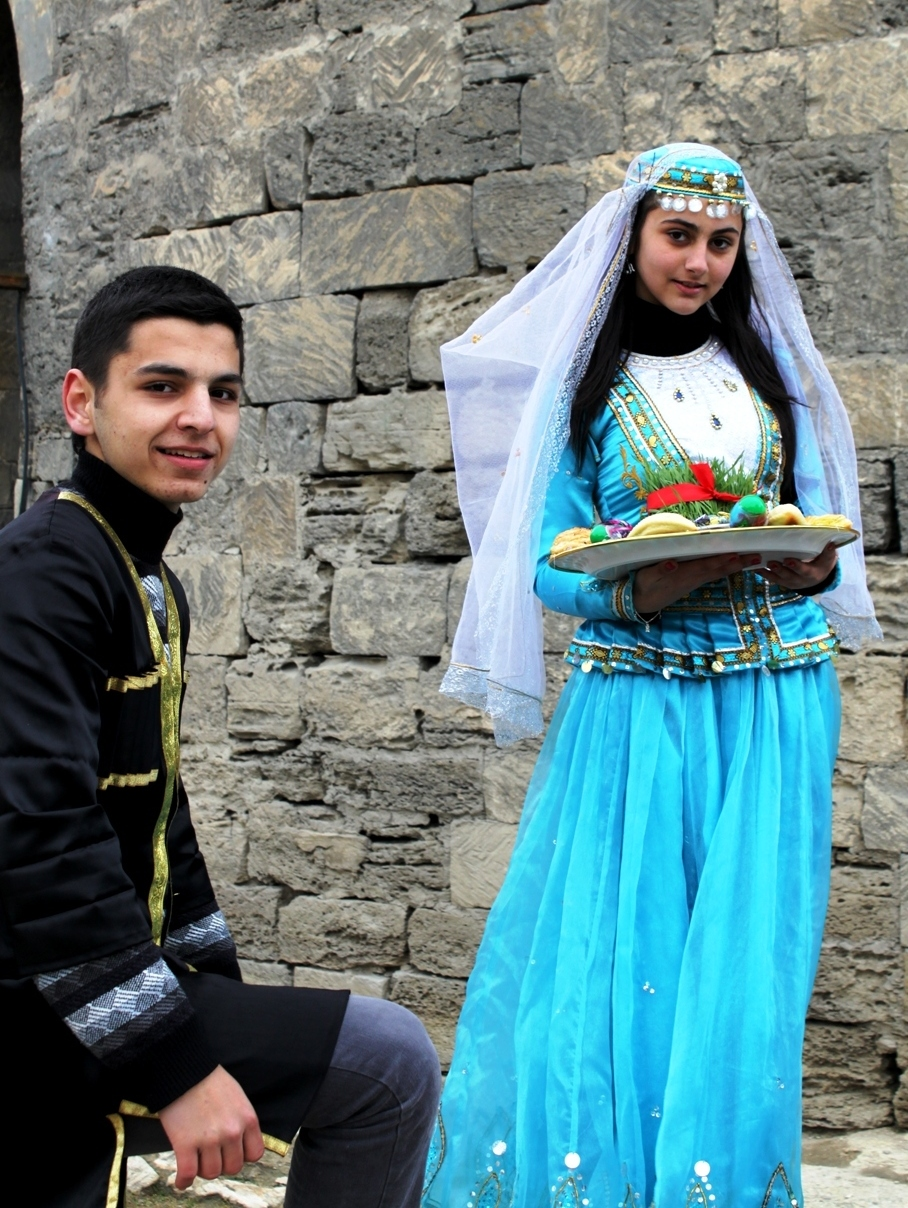
阿塞拜疆的年轻人正在庆祝纳吾肉孜节

纳吾肉孜节是阿塞拜疆的一个重要的传统春季节日。当阿塞拜疆还是苏联的一部分时，纳吾肉孜的庆祝活动通常以非正式的方式举行，有时甚至是被禁止的。目前在阿塞拜疆，纳吾肉孜节是一个法定节假日。根据2006年通过的《阿塞拜疆劳动法》第105条，职工在纳吾肉孜节期间可获得5天的假期。阿塞拜疆的纳吾肉孜节公共假期时间（包括周末）为5天。

## 节日庆典与风俗
通常情况下，纳吾肉孜节在节前的一个月即开始准备。在此期間的每個周二，人们都要庆祝水、火、土、风这四种元素中的一种。人们打扫房屋、植树、做新衣服、画鸡蛋、制作民族糕点，如舍克布拉、帕克拉瓦、卷面包，此外还有各种民族美食。当地人焙制面包时，常伴用葡萄和坚果等。为向拜火教信仰致敬，当地孩子们每周二都会举行跳小篝火、点燃蜡烛等活动。在节日前夕，人们会去為故人掃墓。
在纳吾肉孜节期间，当地人举办各种传统游戏和表演，如“Kos-kosa”（象征着春天的到来）、“Khidir Ilyas”（“基迪尔·伊利亚斯”，象征着生育和开花）和算命，这些活动通常是在音乐聚会上举行。期间民间歌手演唱歌曲，而摔跤手则进行比拼。
纳吾肉孜节也是一个家庭节日。节日前夜，全家人围着铺有各种菜肴的节日餐桌預祝新的一年豐富多彩。节日持续数天，最后以公共舞蹈、民族体育比赛和其他娱乐活动（如民间乐队）结束。节日餐桌的装饰被称为“khoncha”，是一种装满了食品和装饰物的托盘，里面通常有麦苗、彩绘蛋、蜡烛、坚果、水果和甜点。根据阿塞拜疆的习俗，桌子上通常需要至少要摆上七道菜。

## Charshanba
阿塞拜疆人將冬季的最后四个星期二（通常从二月的最后一个星期二开始）称为“Charshanba”。根据阿塞拜疆的传统，“Charshanba”意味着冬天的结束和春天的开始。根据民间信仰，第一个“Charshanba”代表元素“水”，当地人们会庆祝它的净化。
第二个“Charshanba”与元素“火”有关。人们认为，跳过篝火和点燃蜡烛的活动会使人焕然一新，并清除旧疾与霉运，并使人们能够以积极的态度迎接春天。
第三个“Charshanba”在阿塞拜疆传统中代表着元素“风”，因为春天的开始是由风带来的。在一些阿塞拜疆西部地区，当地人称这一天为“黑色星期三”。当地的阿塞拜疆人会去看望和修葺故人的坟冢。
第四个也是最后一个“Charshanba”代表着元素“地”，被称为“Torpag Chershenbesi”、“Ilakhir Charshanba”。当地人们相信在这一天，大自然会再次复苏。阿塞拜疆文化中，这一天是四个“Charshanba”中最重要的一天，并保持着与这一天有关的特殊传统。例如，餐桌上应该有七种食物，它们的名字在阿塞拜疆语中必须以字母“s”，如“sumakh”（苏马克，一种香料）、“sud”（牛奶）、“sirke”（醋）、“samani”（小麦芽）等等。在民间故事说，年轻女孩在这一天晚上，可以手持蜡烛走到镜子前，看到自己未来丈夫的样子。孩子们会玩一种叫的摘帽子游戏——孩子们敲开邻居家的门，摘下帽子或张开袋子并躲起来，希望得到对方专门为这个节日准备的糖果和甜点，如甜馅饼和果仁蜜饼。

## 仪式
在纳吾肉孜节期间，人们会唱与节日相关的各种歌曲，并在公共广场上举办活动，比如走钢丝和摔跤。另一个仪式是在盘子里种植萨马尼（即小麦芽），这象征着春天的肥沃。节日中压轴环节是一项传统喜剧表演，即科萨（‎）和凯切尔（‎）的故事——节日叙事中的永恒人物。这些角色和他们的争斗代表了冬天和春天之间的冲突。在仪式结束时，凯切尔赢得了决斗，表示春天最终战胜了冬天。纳吾肉孜节在阿塞拜疆持续了一周左右。

## 与纳吾肉孜有关的信仰活动
- 整个家庭聚集在家中，围坐在一张桌子旁（象征着家人一同度过了一年）。
- 在这一年的最后一个晚上，家庭成员互相洒水（这意味着他们将摆脱旧年的所有困难）。
- 在这一天，必须提供阿塞拜疆语中以字母“s”开头的七种菜肴。
- 节日期间大门不锁，这象征着主人的热情好客。
- 在纳吾肉孜节的首日，房屋必须整夜点灯；熄灭灯光会带来厄运。
- 在火上跳七次（人们认为火会烧掉去年的霉运）。
- 桌子上必须摆放一面镜子和燃烧的蜡烛（镜子是幸福的象征，蜡烛的光亮则使邪灵远离房子）。
- 根据阿塞拜疆的信仰，纳吾肉孜节第一天的代表春天，第二天是夏天，第三天是秋天，第四天是冬天[9][13][10]。

## 图库

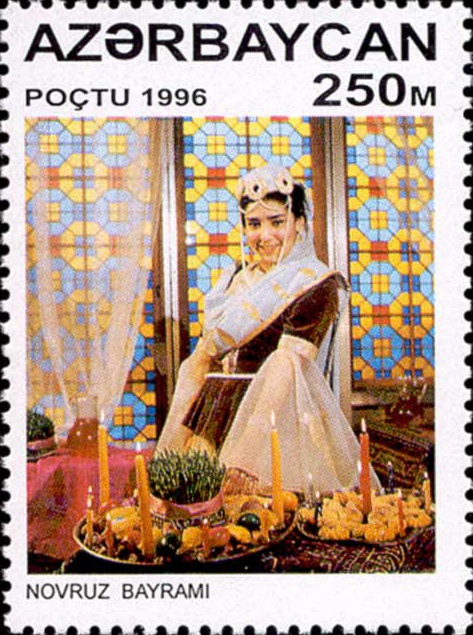
A 1996年阿塞拜疆为纪念纳吾肉孜节而发行的邮票
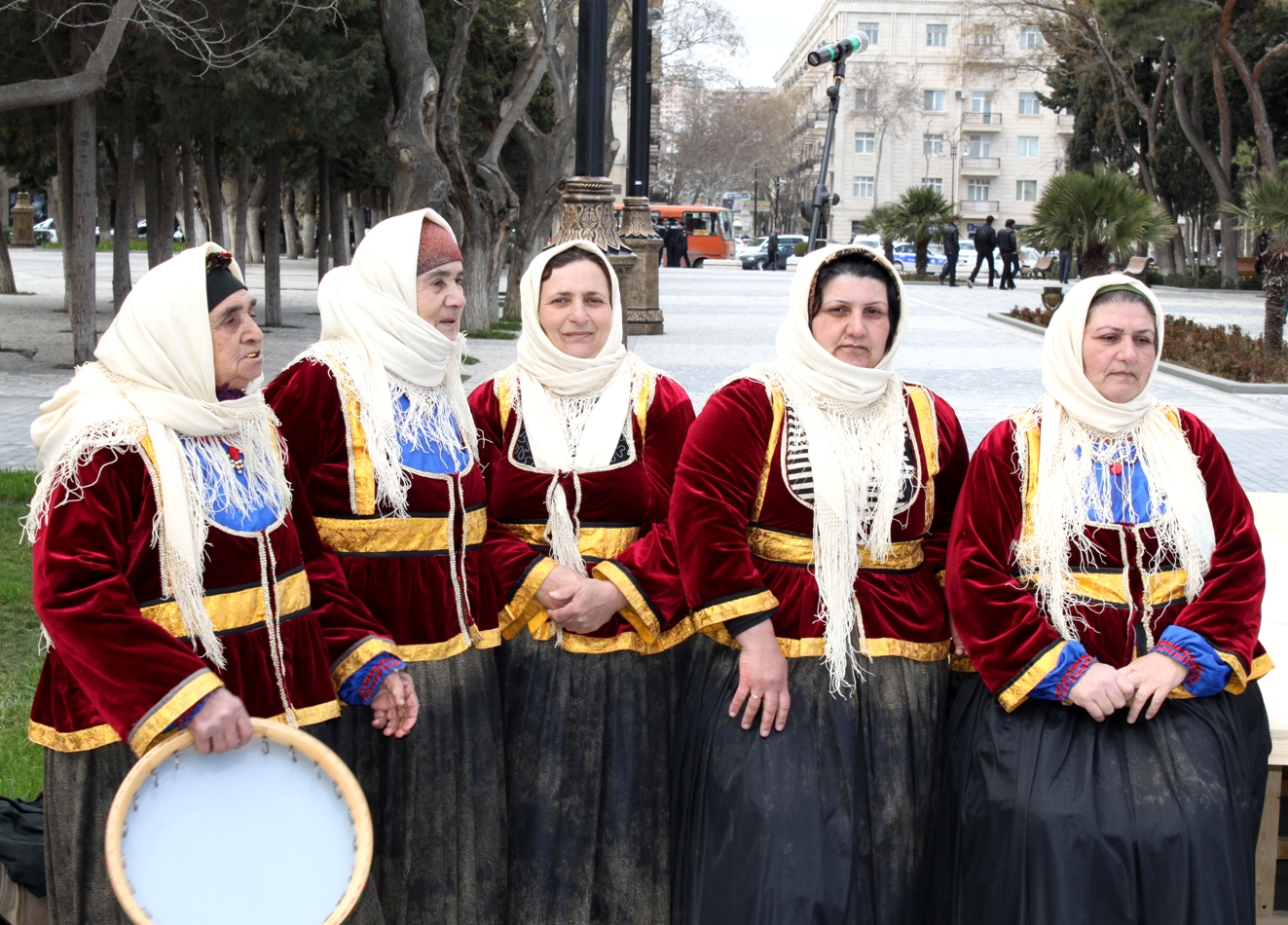
传统的阿塞拜疆民俗表演者
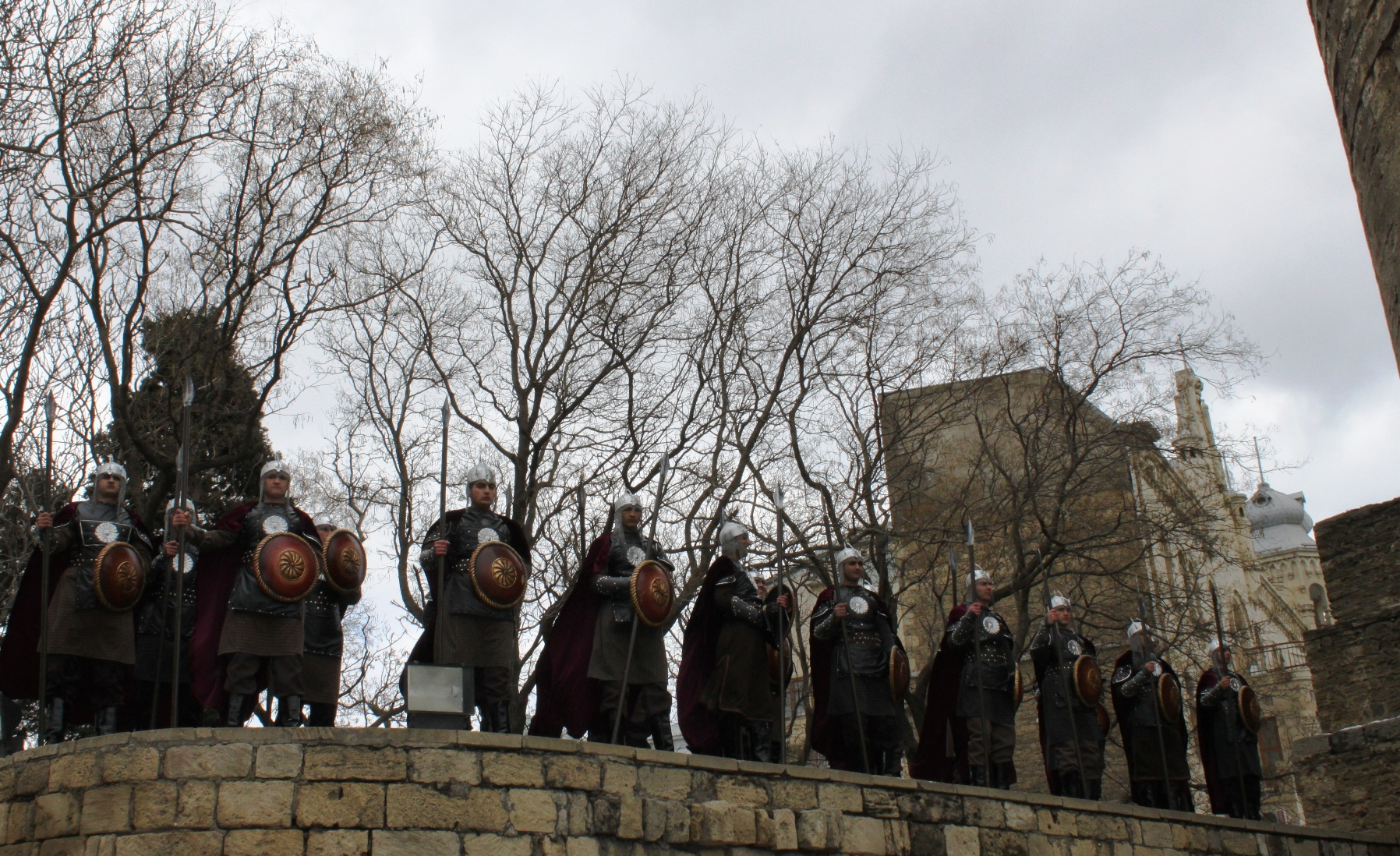
少女塔附近的中世纪武士
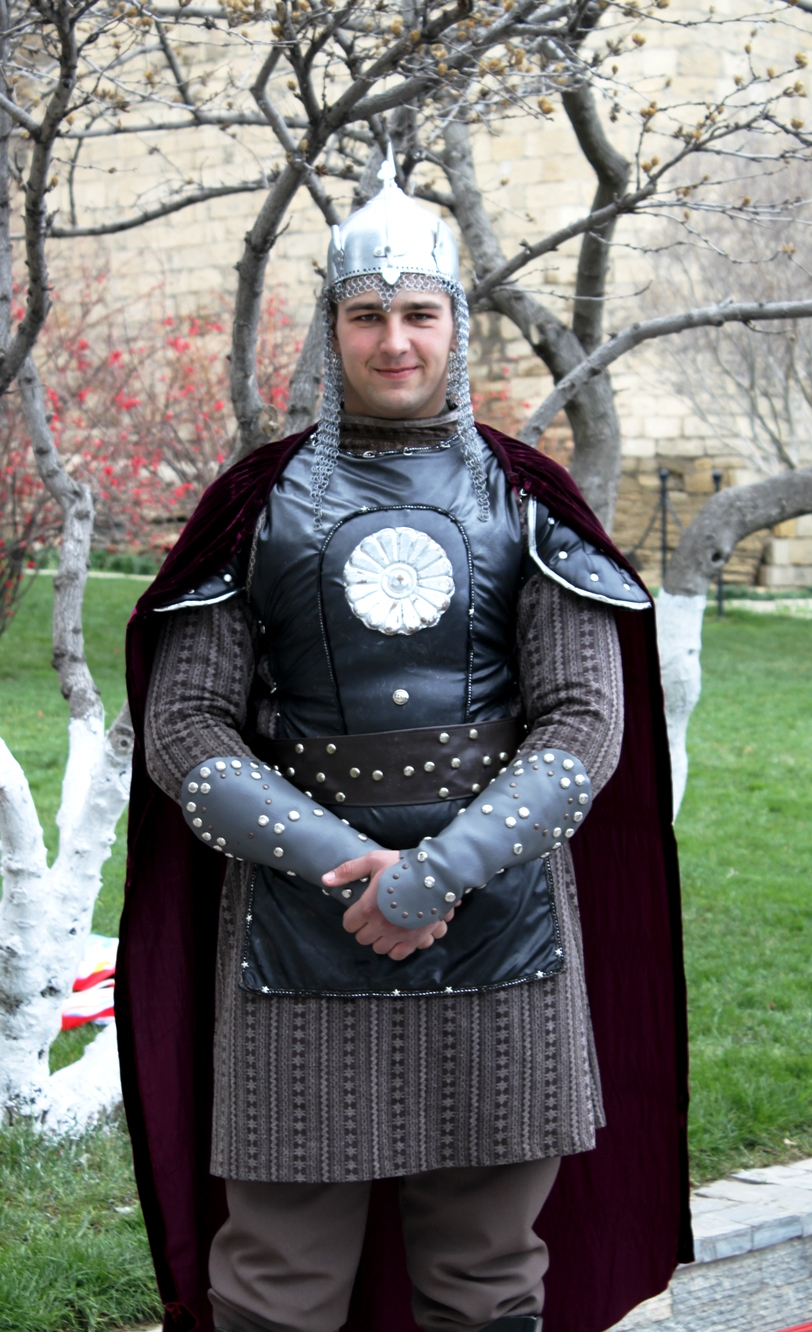
中世纪武士
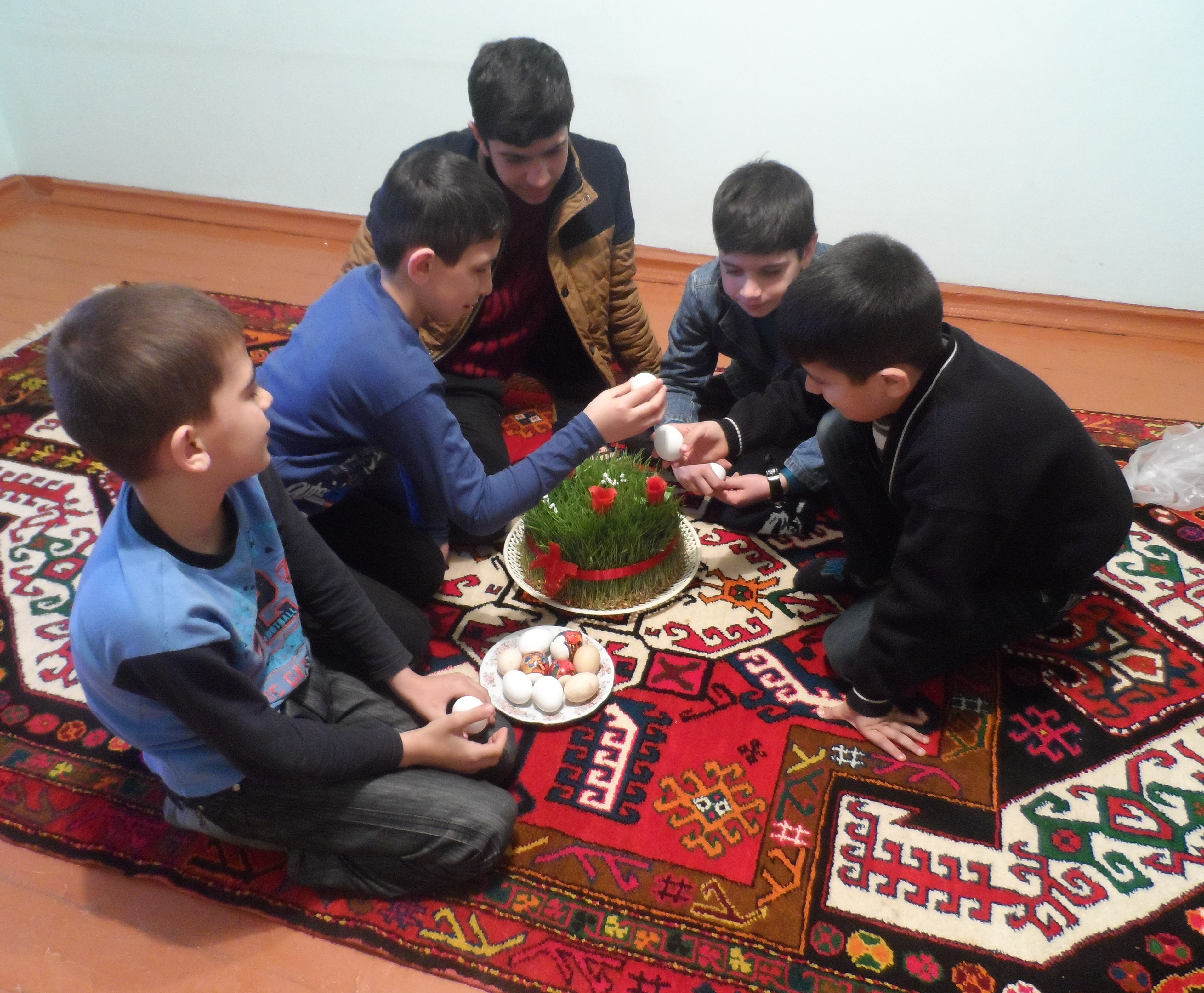
打蛋是阿塞拜疆最受欢迎的古代纳吾肉孜节游戏之一
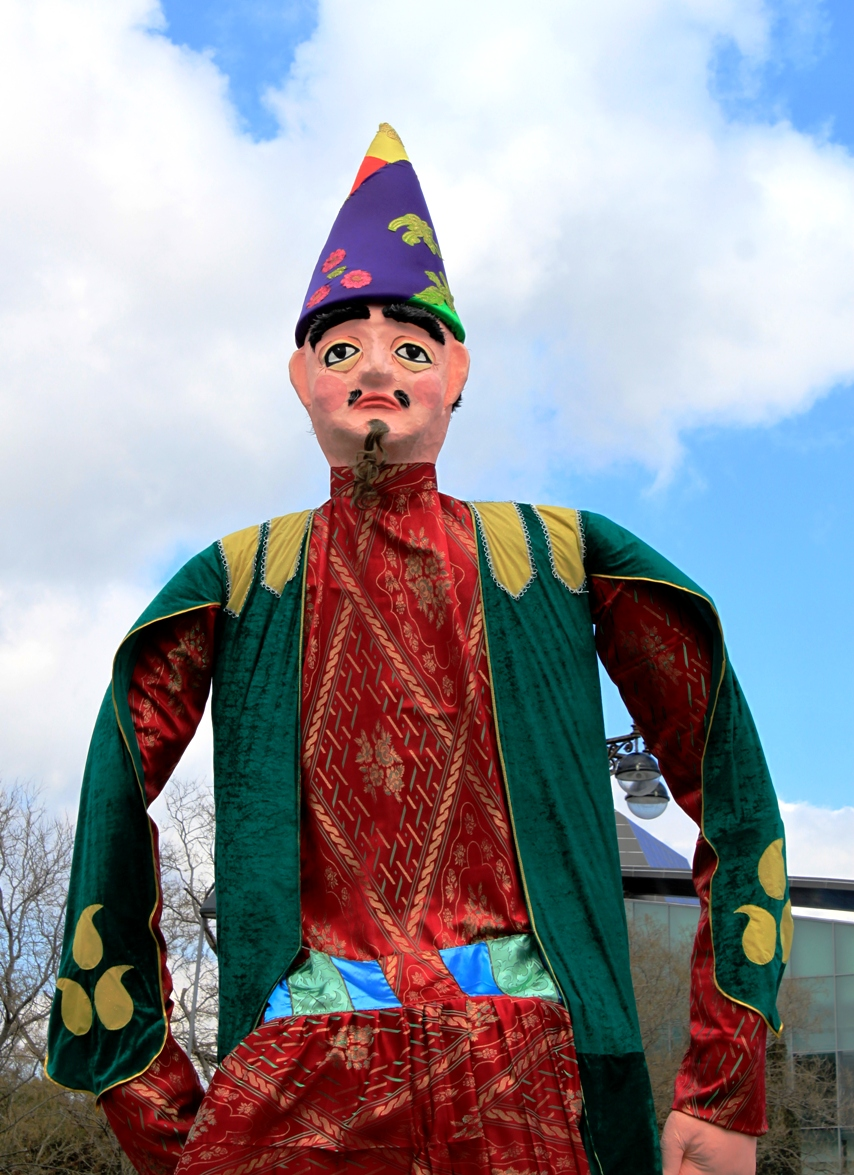
科萨是一个“没有或几乎没有胡子的人物”，他是中世纪和现代纳吾肉孜节传说中的一个抽象人物
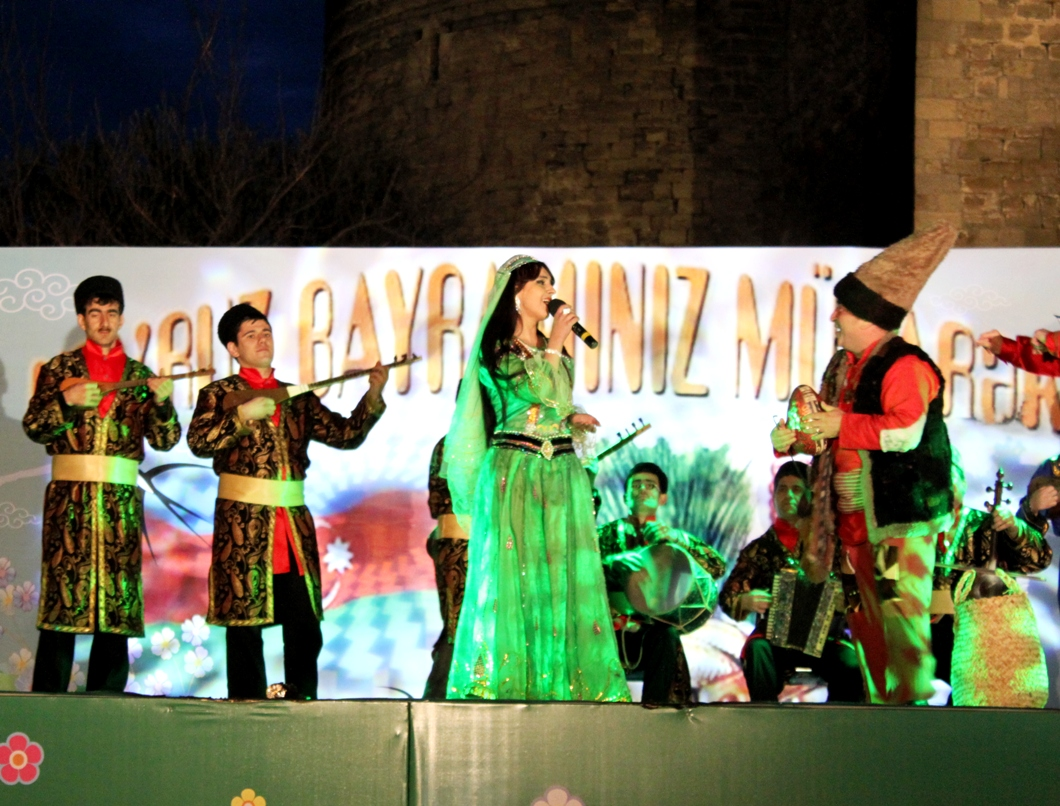
阿塞拜疆首都巴库的纳吾肉孜节音乐会
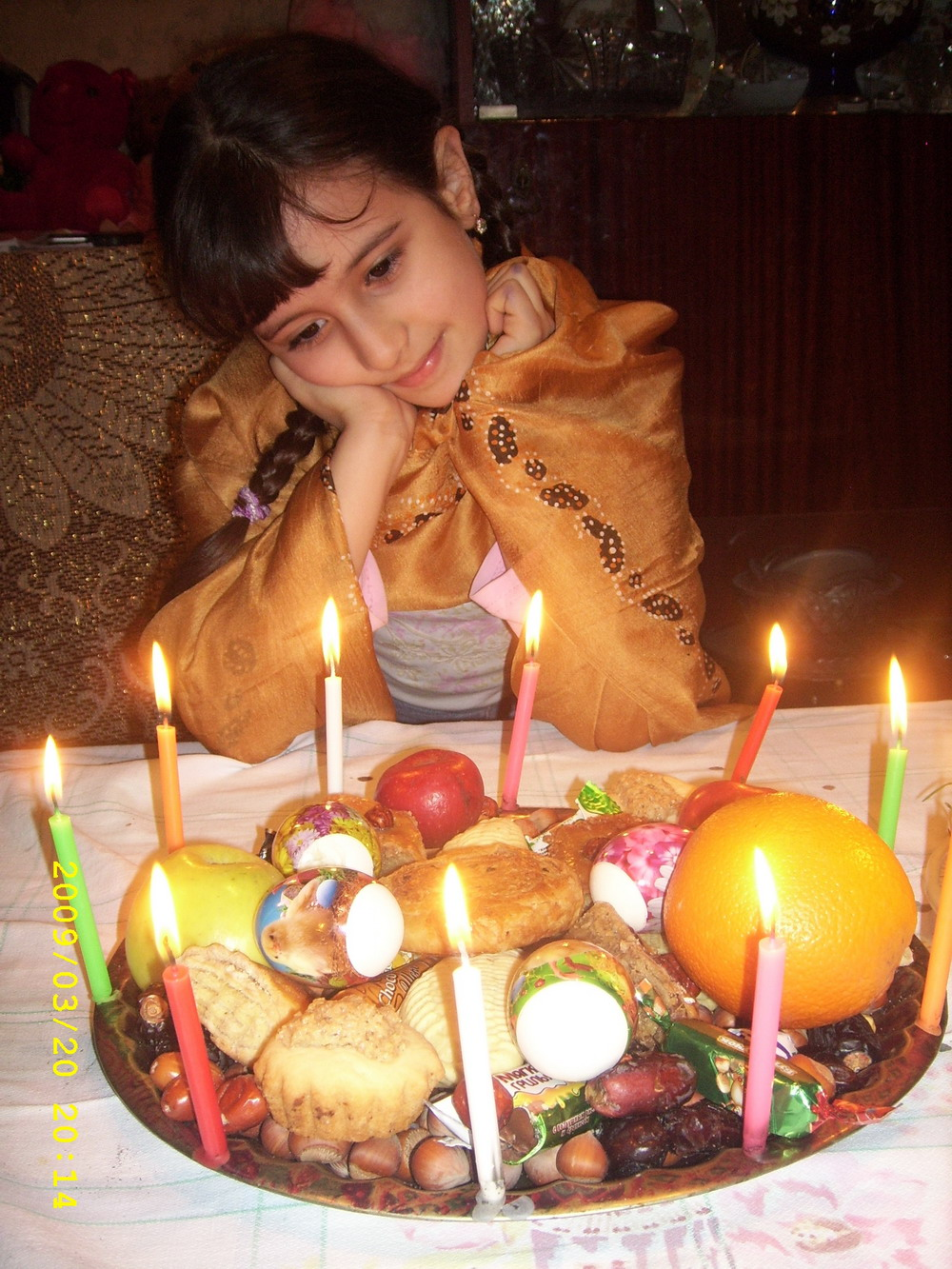
一位阿塞拜疆女孩看着盛装好的Khoncha
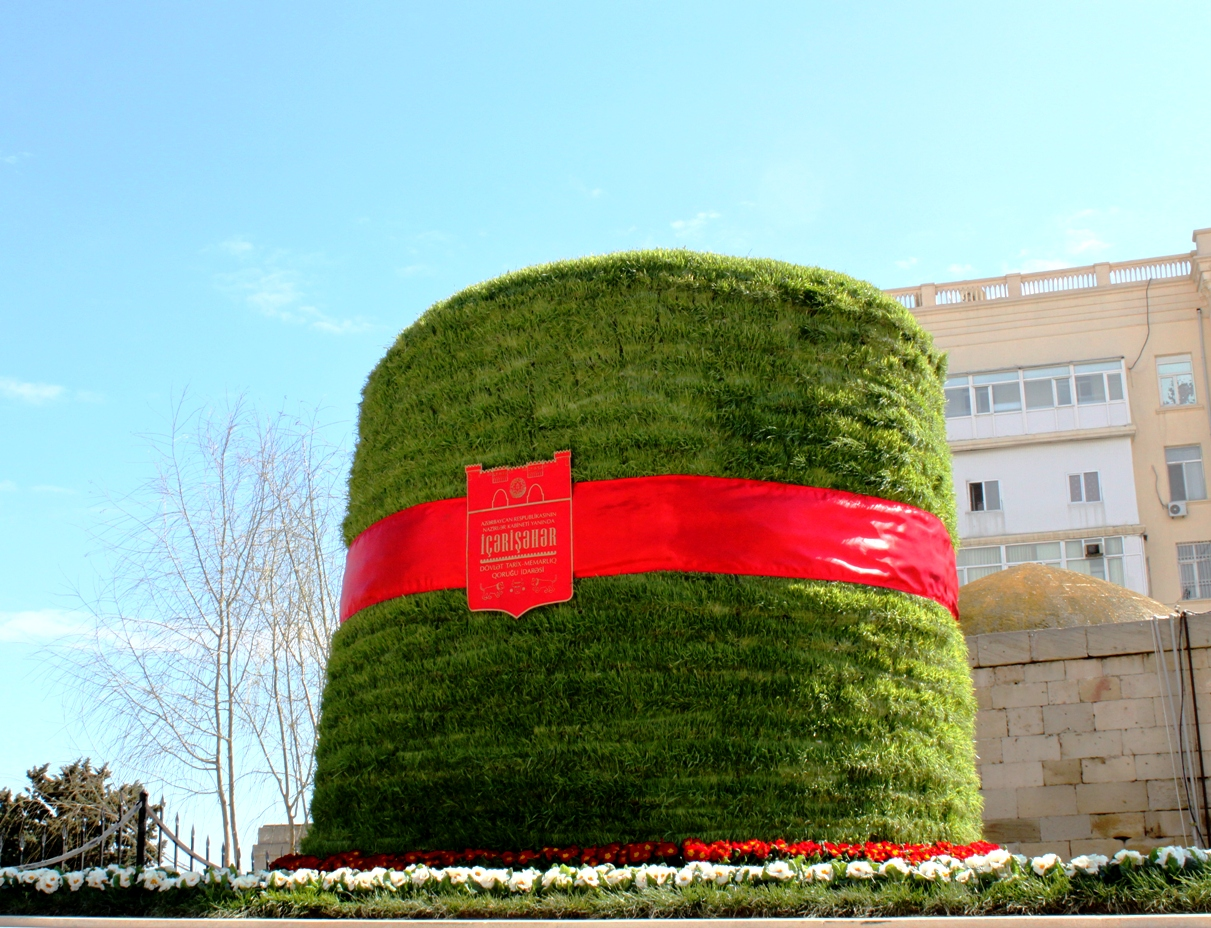
巨大的小麦芽塔
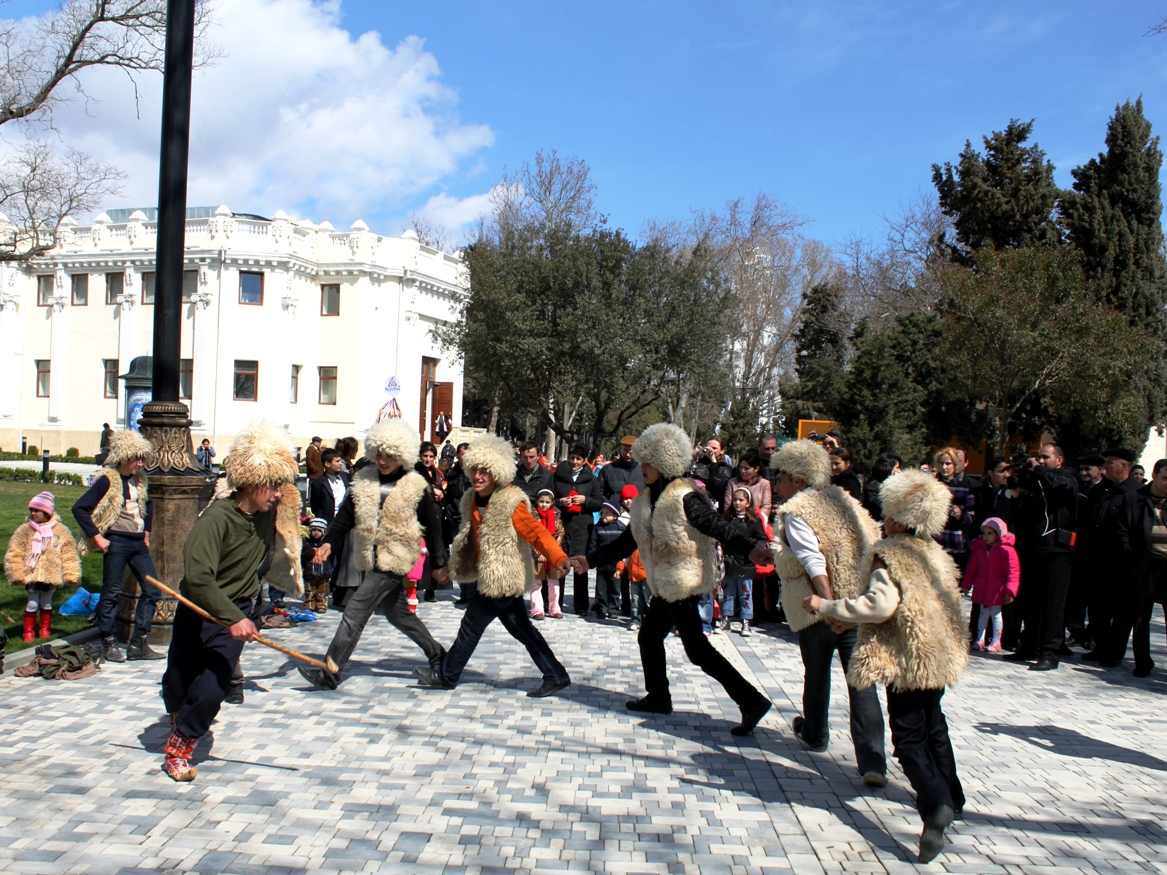
阿塞拜疆孩子们跳着“牧羊人”舞